# Fläckig felilja
Fläckig felilja (Prosartes maculata) är en växtart i släktet Prosartes och familjen liljeväxter. Den beskrevs först som Strepopus maculatus av Samuel Botsford Buckley 1843, och fick sitt nu gällande namn av Asa Gray 1844. Ett äldre svenskt trivialnamn är fläckigt hundbär.
Arten är en flerårig ört som i vilt tillstånd förekommer i östra USA, från Michigan i norr till Alabama och Georgia i söder. Den odlas även som prydnadsväxt.